# Carlos III en traje de corte
Carlos III en traje de corte es un óleo del pintor Francisco de Goya (1746-1828). Uno de los retratos de dignatarios realizados por el artista a pedido del Banco Nacional de San Carlos. Es el primer retrato de Carlos III de Goya, quien también realizó la imagen del rey con traje de caza.

## Historia
En la década de 1780, la carrera de Goya como retratista de la aristocracia madrileña cobró impulso. Luego se le asoció con la corte de Carlos III y pronto sería nombrado pintor de cámara. La relación del artista con Ceán Bermúdez resultó en un importante pedido de retratos de los dignatarios del Banco Nacional de San Carlos establecido en 1782, una institución financiera predecesora del actual Banco de España. Ceán Bermúdez era secretario del banco y al mismo tiempo historiador del arte y coleccionista, que tenía una larga amistad con Goya. Por su intercesión, seis de los ocho dignatarios bancarios eligieron a Goya como retratista. Las pinturas estaban destinadas a decorar la sala principal de reuniones; el retrato del rey probablemente ocupaba una posición central, con las imágenes de los banqueros colgando a su alrededor. En los años 1785-1788, se crearon los retratos de José de Toro y Zambrano, el rey Carlos III, Francisco Javier de Larrumbe, el marqués de Tolosa, el conde de Altamira, y por último el retrato de Francisco Cabarrús.
Goya fue presentado por primera vez a Carlos III en 1779, cuando el monarca visitó su taller de Madrid. El pintor mencionó este encuentro en la correspondencia con su amigo Martín Zapater. Entre este hecho y el año de la muerte del rey (1788), no hay referencias documentadas de que Carlos III posara para Goya. Cuando trabajaba en su retrato, el pintor probablemente utilizó las obras de otros pintores de la corte, como Anton Raphael Mengs o pintaba de memoria. Goya recibió un total de 10 000 reales de vellón por el retrato del rey, el conde de Altamira y el marqués de Tolosa. El pago se realizó el 30 de enero de 1787, razón por la cual el retrato de Carlos III probablemente se realizó en 1786. Aureliano de Beruete sugirió que el cuadro podría haber sido pintado póstumamente, pero esto es muy poco probable debido a las similitudes con el retrato de Carlos III cazador realizado hacia 1787, poco antes de la muerte del rey.

## Descripción
El rey aparece de cuerpo entero y a tamaño natural, en una sala con piso de gres y la pared del fondo cubierta por una tela decorativa gris. Prueba de la influencia de Velázquez, a quien Goya consideraba su maestro, son, entre otras cosas, el suelo de baldosas, un fondo neutro y la economía de la composición, que pretende resaltar la dignidad de los personajes. La tela presenta un patrón delicado con un motivo de grifos alados, difuminado por una fuerte luminosidad. Se refiere a decoraciones típicas de Pompeya y Herculano; estas ciudades antiguas fueron descubiertas mientras Carlos gobernaba el Reino de Nápoles y Sicilia, antes de asumir el trono español. El rey animó a los arqueólogos a realizar investigaciones y se le mantuvo informado sobre los descubrimientos, también después de su partida a España.
El monarca lleva un costoso atuendo de corte con levita, chaleco y calzones de terciopelo verde decorados con bordados dorados, una camisa blanca con puños y corbata de encaje, medias blancas y zapatos negros con grandes hebillas. También porta la peluca empolvada con coleta de rigor. Los detalles de los bordados dorados de la levita y el chaleco están perfectamente representados, al igual que la textura de las medias, las hebillas de los zapatos y los rasgos faciales. Cuelga sobre el pecho del rey la gran cruz de la Orden de su nombre, la Orden francesa del Espíritu Santo y la Orden del Toisón de Oro de la que era gran maestre. Debajo del brazo izquierdo sostiene un tricornio, y en su mano derecha el bastón corto símbolo del poder real. Las arrugas del rostro indican el paso del tiempo y las preocupaciones de la gobernanza. La expresión en el rostro y la mirada son bondadosos y al mismo tiempo melancólicos. Algunos historiadores señalan una cierta torpeza de la figura del rey, quizás provocada por el hecho de que, ya acostumbrado a trabajar con la burguesía y la aristocracia, Goya retrataba por primera vez al monarca.

## Procedencia
Los cuadros pintados por Goya para el Banco Nacional de San Carlos fueron, junto con toda la institución, asumidos por su sucesor, el Banco de España, donde ahora se encuentran. Toda la serie de retratos de dignatarios bancarios acabó olvidada durante muchos años. Las pinturas, depositadas en una sala poco utilizada de la antigua sede del banco en la calle Atocha (ahora Departamento de Deuda Pública), fueron encontradas finalmente por su presidente, Francisco Belda. Encargó un análisis de las cuentas bancarias, donde se encontró un registro de las cuentas por cobrar pagadas a Goya por las seis pinturas. Estos libros ayudaron a documentar y fechar los retratos, que se pusieron a disposición del público por primera vez en 1900 en una exposición sobre Goya.